# Сільська честь
«Сільська честь» (італ. Cavalleria rusticana) — опера П'єтро Масканьї, створена в 1890 році за однойменною новелою Джованні Верґи. Прем'єра опери відбулася 17 травня 1890 року в театрі «Костанці» у Римі. Опера є одним з найвідоміших творів напрямку веризм і часто виконується з іншою відомою оперою цього напрямку — «Блазні» Руджеро Леонкавалло.

## Історія створення
«Сільська честь» написана Масканьї для конкурсу одноактних опер, оголошеного в Мілані видавцем Едоардо Сондзоньо в 1888 році. Брати участь у конкурсі могли  італійські композитори-початківці, чиї твори ще ніколи не ставилися на сцені. Три опери-переможниці мали бути поставлені в Римі коштом організатора конкурсу.
Досить пізно дізнавшись про конкурс, Масканьї звернувся по допомогу до свого друга, поета Джованні Тарджоні-Тоццетті, який вирішив запозичити сюжет лібрето з новели Джованні Верґи, опублікованої в 1889 році й до того часу вже з успіхом інсценованої (головну роль у виставі грала Елеонора Дузе). У переробці сюжету для опери брав участь також Ґвідо Менаше. Спочатку було складено лібрето з двох актів, але згодом воно було скорочено, як цього вимагали умови конкурсу. Проте опера все одно розбивається на дві частини симфонічним інтермецо — одним з найпопулярніших її фрагментів.
«Сільська честь» була заявлена на конкурс в останній день і стала однією з 73 його учасниць (серед інших, на конкурс було заявлено ще одну оперу за тією ж новелою Верґи — «Mala Pasqua» Станіслао Ґастальдона — але її зняв зі змагання сам автор). У березні 1890 року було оголошено рішення журі, яке оголошувало переможцями «Лабілію» Ніколи Спінеллі, «Руделло» Вінченцо Ферроні та оперу Масканьї.

## Історія постановок
Уперше «Сільська честь» була представлена публіці в Римі 17 травня 1890 року і мала великий успіх. У тому ж році прем'єри опери проходять у ряді міст Італії та в Берліні.
Перша постановка у Великій Британії відбулася 19 жовтня 1891 року (театр Шафтсбері, Лондон), а 16 травня 1892 році «Сільську честь» було представлено в Королівському театрі Ковент-Ґарден.
У США опера вперше поставлена в 1891 році в Філадельфії (9 вересня), а потім майже відразу в Чикаґо (30 вересня) і Нью-Йорку (1 жовтня). У «Метрополітен-опера» «Сільська честь» витримала понад 650 вистав, перша з яких відбулася 30 грудня 1891 року.

## Дійові особи

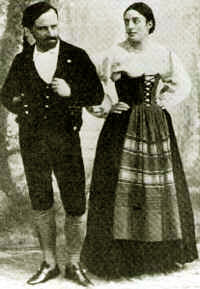
Роберто Станьйо і Джемма Беллінчоні на прем'єрі опери

| Партія              | Голос        | Виконавець на прем'єрі, 17 травня 1890 Диригент: Леопольдо Муньйоне |
| ------------------- | ------------ | ------------------------------------------------------------------- |
| Сантуцца            | сопрано      | Джемма Беллінчоні                                                   |
| Турідду             | тенор        | Роберто Станьйо                                                     |
| Альфіо              | баритон      | Ґауденціо Саласса                                                   |
| Лола                | мецо-сопрано | Аннета Ґулі                                                         |
| Лючія, мати Турідду | контральто   | Федерика Казалі                                                     |
| Селяни і селянки    |              |                                                                     |

## Зміст
Село на Сицилії, Великдень. Турідду повертається з армії, дізнавшись, що його наречена Лола вийшла заміж за сільського візника Альфіо. Бажаючи помститися, Турідду вчиняє роман з бідною дівчиною Сантуццою. Тоді Лола через ревнощі знову починає зустрічатися з Турідду, зраджуючи чоловікові. Турідду співає під її вікнами сициліану.
Площа перед сільською церквою. Сантуцца, вагітна від Турідду, приходить до винної крамниці Лючії, його матері, і запитує її, де він. Лючія говорить, що той вирушив до іншого міста по вино. Але Сантуцца каже, що подейкують, буцімто Турідду був напередодні увечері в селі. З'являється Альфіо, просить у Лючії вино і говорить про те, що він бачив уранці Турідду.
З церкви, де співають великодні пісні, виходить процесія, до неї долучається Сантуцца. Від'єднавшись од групи, Сантуцца розповідає Лючії свою історію. Просить її молитися за неї. Лючія входить до церкви, на площі з'являється Турідду. Сантуцца благає його повернутися до нього, але він відштовхує її та йде до церкви, з якої щойно вийшла Лола. Своєю чергою, з'являється Альфіо, якому ревнива Сантуцца розповідає про зраду його дружини з Турідду. Оркестр грає знамените інтермецо.
Сільські жителі приходять із церкви. Турідду, з Лолою під руку, запрошує друзів на вино. Альфіо приєднується до тих, хто не хоче пити з Турідду, і викликає його на дуель. Відповідно до сицилійського звичаю, обидва обіймаються, Турідду кусає Альфіо за вухо, що означає бажання боротися до останньої крові. Альфіо виходить, Турідду просить Лючію, аби та піклувалася про Сантуццу, якщо він не повернеться з двобою, після чого виходить. Через деякий час чутно крик: «Вони вбили Турідду». Сантуцца і Лючія падають непритомні.